# 笠置温泉

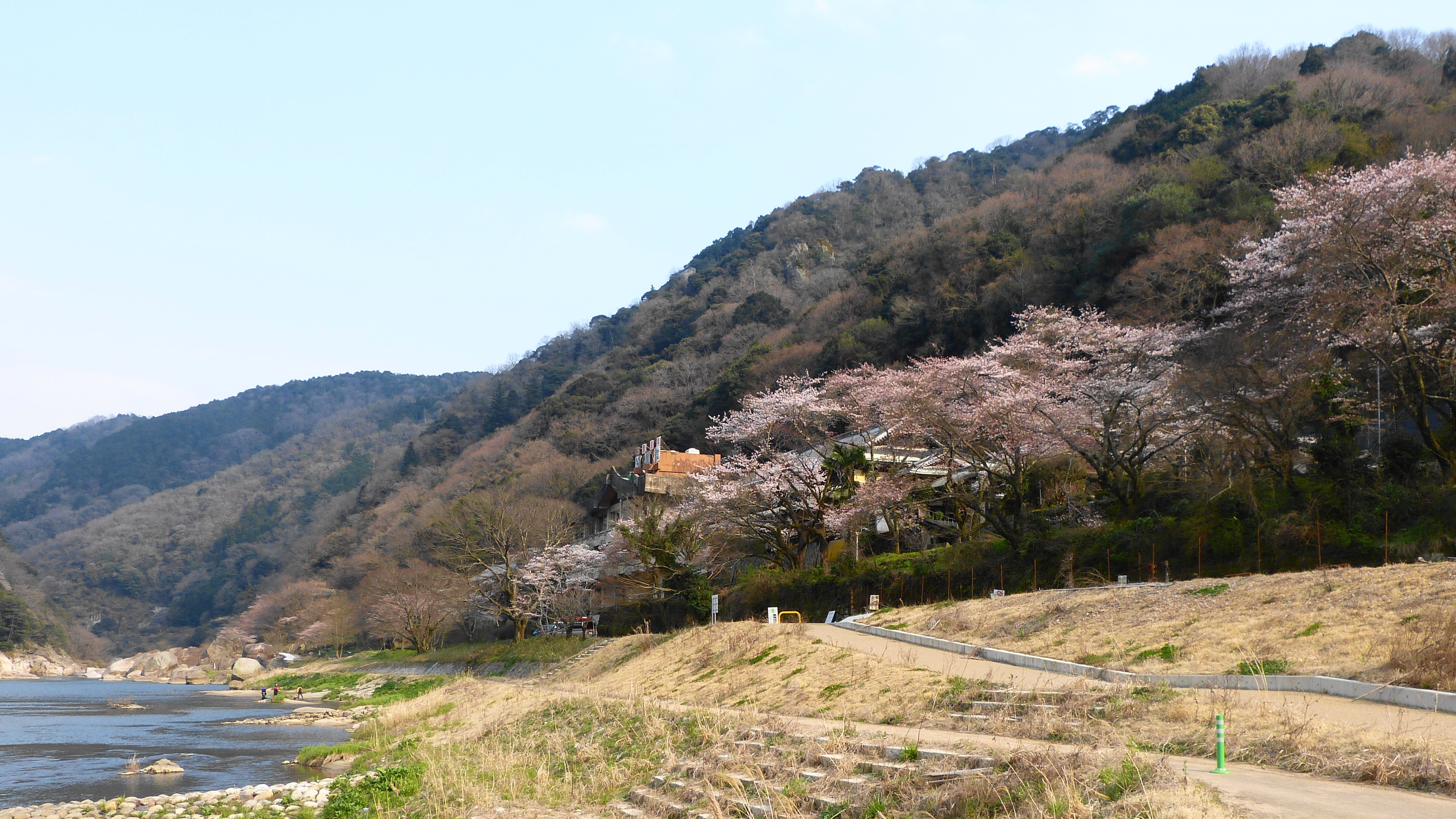
笠置館と木津川と笠置山（2012年）

笠置温泉（かさぎおんせん）はかつて京都府相楽郡笠置町にあった温泉。

## 概要
関西本線笠置駅の近く、笠置山のふもとに温泉街があった。
かつては「大阪の奥座敷」とも呼ばれ、笠置寺などとともに観光資源として多くの観光客を入れ込んでいたが、2025年現在温泉施設は姿を消している。
炭酸飲料発祥の地としても知られる。

## 歴史

### 有市鉱泉

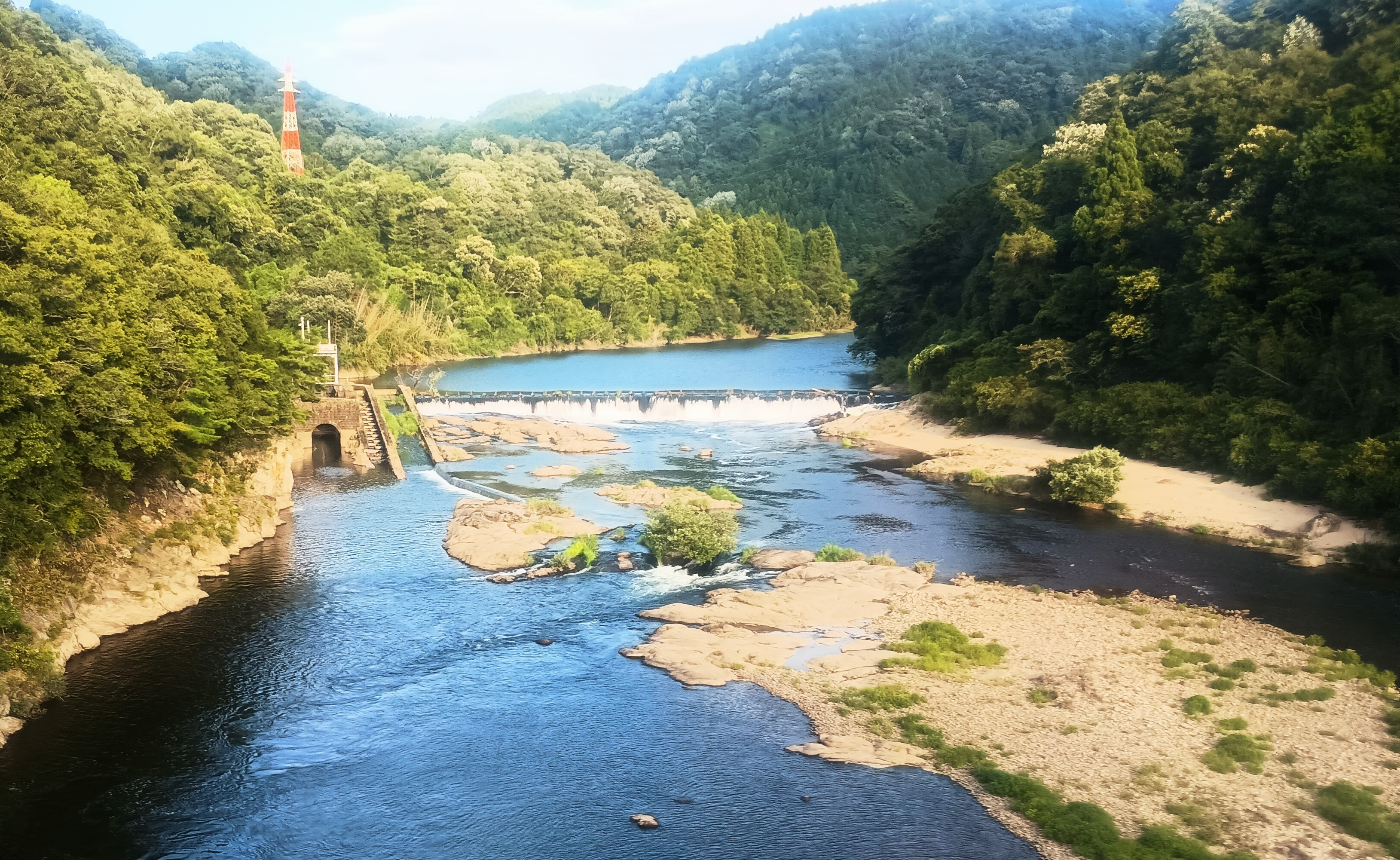
関西本線木津川橋梁からみた有市鉱泉源泉地付近。関西電力相楽発電所が建つが、この取水堰の建設が温泉に影響を与えたという話もある（2025年）

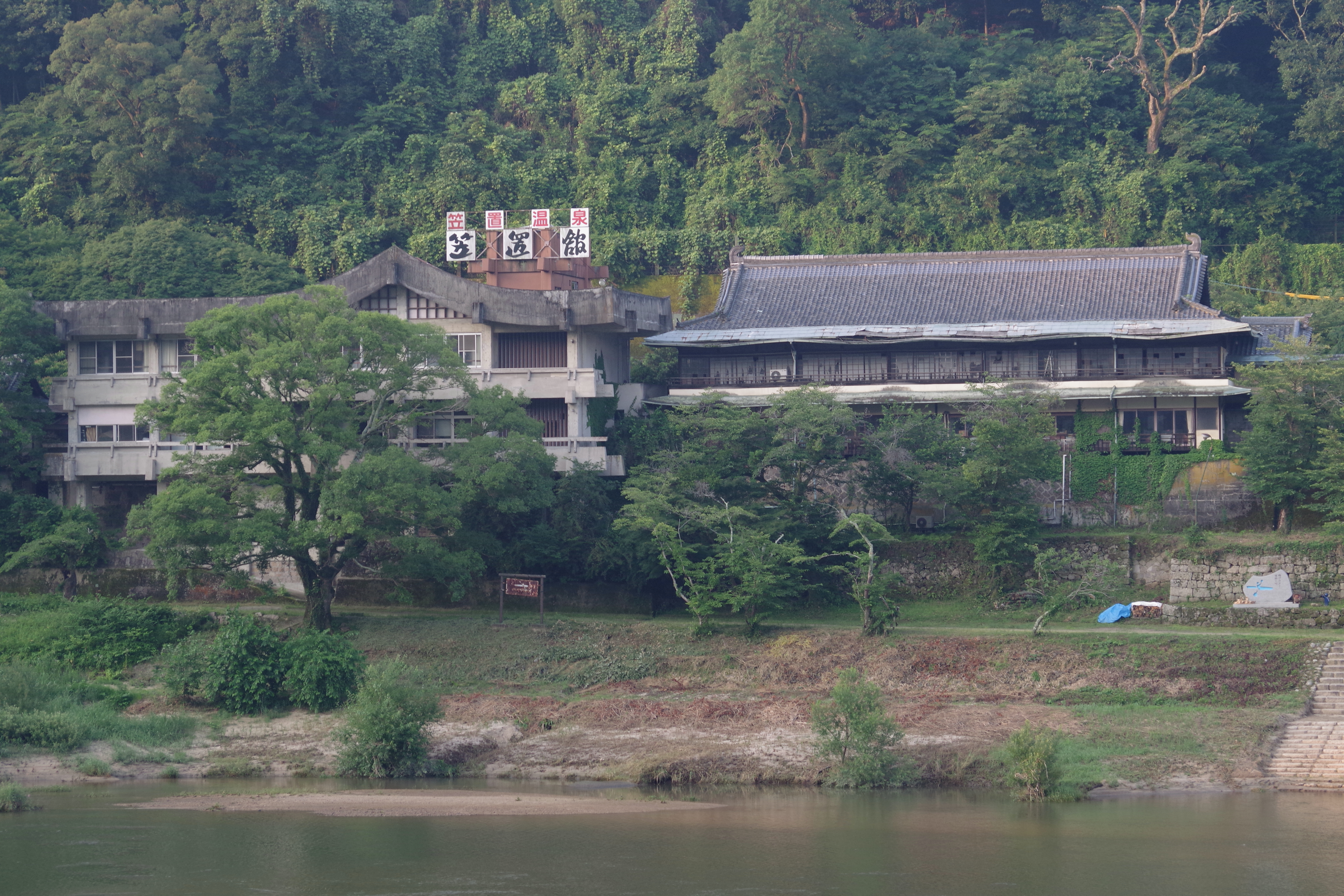
閉館直前の笠置館（2018年）

初期に使われていた源泉。歴史は古く、江戸期にはすでに泉源が確認されていた。
明治初期に明石博高らによって本格的な調査が始まる。当時の源泉は市街地から東に離れた川沿い（関西本線木津川橋梁付近）にあったとされる。同氏の著書によれば1872年の計測において、弱酸性の炭酸泉で、摂氏7度の状態での比重（本重）が1.0635であると記されている。また、後年に出版された『日本鉱泉誌』には泉温が64℉（18℃）であるなどより詳細な記述がなされている。
当時は主に飲泉されており、胃腸への効用などを盛んに喧伝していた。1880年ごろには「山城炭酸水」として商品化され、これが日本初の炭酸飲料といわれている。
浴用としての活用は1897年に源泉近くに温泉旅館が創業したことにはじまる。これがのちに田山花袋、里見弴も訪れたといわれる「笠置館」である。当時は水運や伊賀街道に代わり関西本線が主要幹線となり、また笠置山が国指定名勝となったことも相まって多くの観光利用があった。
また大正～昭和初期のパンフレットおよび当時の写真葉書によると、笠置館の対岸に「笠置新温泉」という温泉リゾートが形成されている。これは同じ源泉を用いたものと思われるが、いつごろ造られいつごろ廃れたのか定かではない。
笠置館では当初川船で源泉を運んでいたが、1950年にパイプラインが引かれた。しかし直後にジェーン台風や伊勢湾台風の影響でパイプが破損し、給湯が困難となったため（昭和28年西日本水害の影響で温泉のくみ上げ設備が破損したという説もある）笠置館では温泉の扱いをやめ、2020年に閉館するまで料理旅館として営業していた。
2025年現在も建物は解体されていない。

### 笠置大光天温泉
「笠置観光ホテル」は、笠置中心部から東に外れた木津川北岸、有市附竹地区の国道163号旧道に面した場所にあったホテル。1962年ごろに開業した。
「笠置大光天温泉」なる独自源泉を1983年から開削し利用していた。泉質はアルカリ性ナトリウム炭酸泉とされる。
国道163号笠置トンネル開通でホテルの前の道が旧道となり、利用者減を打開する策として掘削されたという話もあるが、1990年ごろに廃業した。2025年現在も建物は解体されておらず、関西でも有名な廃墟および心霊スポットとして無断立ち入りや不審火が相次いでいる。

### わかさぎ温泉
「わかさぎ温泉笠置いこいの館」は笠置の中心部、駅やや南にあった日帰り温泉施設。
1997年に町の出資で新たに源泉（弱アルカリ性ナトリウム炭酸水素塩塩化物泉）を掘削し開業した。2000年にピークを迎えるもその後減少に転じ、2018年からフェイセスに運営が移ったのち、2019年から長期休館中である。
地域住民からは再開を望む声も大きいといい、2022年発表の第4次笠置町総合計画において町は再開を目指していると明記されている。

## 交通
- 関西本線笠置駅からいこいの館まで徒歩5分

明治後期の関西鉄道の時代には月ケ瀬梅林とともに観光の目玉として盛んに喧伝されていた。一時期は急行「かすが」などの優等列車が笠置駅に停車したり、京都・大阪・奈良から当駅までの直通列車が運行されることもあったりしたが、1973年に湊町～奈良間が電化されたことで運転系統が奈良で分離され大阪市内からの直通列車がなくなり、さらに1988年の木津～加茂間の電化完成に伴い運転系統が加茂で分離されたため奈良からの直通列車もなくなった。これが温泉街衰退の遠因とされることもある。
- 京奈和自動車道木津ICから車で30分

## 注
1. ↑  当時は稲竈鉱泉と呼ばれた。
2. ↑  京都舎密局設立に尽力した理科学者
3. ↑  2020年、笠置町内で当時のラベルを用いて販売する復刻キャンペーンが行われた。
4. ↑  交通アクセス改善のため、時期不明だが笠置駅近くに移転している
5. ↑  『相楽郡誌』（大正9年刊）には「之を汲みて人造温泉を業とするもの二あり一を有市炭酸温泉といひ一を笠置炭酸温泉と云ふ」と記載されており、一方は笠置館とされるがもう一方がどこを指すのかは不明である。
6. ↑  閉館後の2025年現在も尚、笠置館には「笠置温泉」の表示が看板などに残っている。理由は不明。
7. ↑  航空写真を参照しても、1961年に建設中と思しき工事作業の様子が空撮されており、1963年には建物が確認できる。
8. ↑  資料を参照すると、ホテルの休業期間中に掘られたと考えられる。
9. ↑  休館直前期の経営にあたっては、指定管理料及び未納分の水道使用料の返還を求める町と、笠置いこいの館の設備に不備があったとして損害賠償金を求めるフェイセスの間でのちに訴訟が行われたが、最終的に和解している。参照
10. ↑  2006年廃止。
11. ↑  1989年9月から1994年5月にかけては、春秋行楽期に臨時快速「笠置ホリデー」が加茂～笠置で運転された。
12. ↑  2010年に開かれた「2009年度議員交流会in相楽」において、当時の笠置町長である松本勇は、アクセスの悪さを議題に挙げ、関西本線の電化の陳情を行っているもののJR西日本が取り合ってくれていない、と語っている。